# Garvin Davis
Garvin Davis (* 1. Mai 1947) ist ein ehemaliger bahamaischer Boxer.

## Biografie
Garvin Davis trat bei den Olympischen Sommerspielen 1972 in München im Weltergewichtsturnier an. Nach einem Freilos in der ersten Runde schied er in der darauf folgenden gegen den Briten Maurice Hope aus.
Des Weiteren nahm er an den Zentralamerika- und Karibikspielen 1974 teil.